# Spangsbro
Spangsbro es una localidad situada en el municipio de Kalundborg, en la región de Selandia (Dinamarca), con una población en 2012 de unos 782 habitantes.
Se encuentra ubicada al oeste de la isla de Selandia, junto a la costa del Kattegat, mar Báltico.